# Carl Julius Schmidt
Carl Julius Henrik Johan Schmidt, född 16 november 1890 i Värnamo, död 29 juni 1972 i Skarpnäcks församling, Stockholms län, var en svensk väg- och vattenbyggnadsingenjör.
Schmidt, som var son till bankkassör John Leonard Schmidt och Anna Lovisa Fogelin, avlade studentexamen i Skara 1910 och avgångsexamen från Kungliga Tekniska högskolan 1916. Han genomgick aspirantkurs för inträde i Väg- och vattenbyggnadskåren (VVK) samma år samt blev löjtnant i nämnda kår 1921, kapten 1929 och major 1946. Han var anställd vid Väg- och vattenbyggnadsstyrelsen 1916,  vid västra väg- och vattenbyggnadsdistriktet 1917–1918, vid automobilvägsbyggnader i Bohuslän 1919, baningenjörsassistent vid Uppsala–Gävle Järnväg (UGJ) och Gävle–Ockelbo Järnväg (GOJ) 1920–1923, baningenjör där 1924–1931 och trafikchef vid Dala–Ockelbo–Norrsundets Järnväg (DONJ) från 1931. Han var ledamot av styrelsen för Svenska Järnvägsföreningen från 1943 och av styrelsen för Svenska Järnvägsarbetsgivareföreningen från 1944